# فان جياودونغ
فان جياودونغ (بالصينية: 范晓冬) (2 مارس 1987 بزيبو في الصين - ) هو لاعب كرة قدم صيني في مركز الوسط. شارك مع منتخب الصين لكرة القدم. أما مع النوادي، فقد لعب مع جيجيانغ غرينتاون ونادي تشانغتشون ياتاي ونادي شنجن.

## روابط خارجية
- فان جياودونغ على موقع قاعدة بيانات كرة القدم.إي يو (الإنجليزية)
- فان جياودونغ على موقع ناشيونال فوتبول تيمز (الإنجليزية)
- فان جياودونغ على موقع Soccerway.com (الإنجليزية)